# III liga polska w piłce siatkowej mężczyzn (2010/2011)
III liga polska w piłce siatkowej mężczyzn 2010/2011 – rozgrywki czwartej w hierarchii po PLPS (PlusLidze), I lidze i II lidze - klasy męskich ligowych rozgrywek siatkarskich w Polsce. Rywalizacja w niej toczy się systemem ligowym - o awans do II ligi, a za jej prowadzenie odpowiadają Wojewódzkie Związki Piłki Siatkowej. W niektórych województwach gra się rundy play-off. Najlepsze dwie drużyny każdego z województw miały prawo wystąpić w turniejach o awans do II ligi organizowanych przez Polski Związek Piłki Siatkowej - półfinałowych i finałowych. W każdym turnieju udział brały 4 drużyny. W półfinałowych 2 najlepsze z każdego z nich awansowały dalej, a w turniejach finałowych tylko najlepsza drużyna każdego z turniejów awansowała bezpośrednio do II ligi, natomiast drużyny z drugich miejsc rozgrywały z drużynami z II ligi dwumecz barażowy o awans. W niektórych województwach najsłabsze drużyny są relegowane do IV ligi, jeśli w danym województwie ona funkcjonuje.

## Turnieje półfinałowe[1]

### Łęczyca
| miejsce | drużyna                                         | mecze | punkty | sety | małe punkty |
| ------- | ----------------------------------------------- | ----- | ------ | ---- | ----------- |
| 1       | KS Fart SA II Politechnika Świętokrzyska Kielce | 3     | 6      | 9:4  | 189:159     |
| 2       | KU AZS UR Rzeszów                               | 3     | 5      | 6:6  | 257:263     |
| 3       | MMKS Łęczyca                                    | 3     | 4      | 7:8  | 209:214     |
| 4       | Kłos Olkusz                                     | 3     | 3      | 5:9  | 294:313     |

     awans do turnieju finałowego

### Rzeszów
| miejsce | drużyna                | mecze | punkty | sety | małe punkty | adnotacje                     |
| ------- | ---------------------- | ----- | ------ | ---- | ----------- | ----------------------------- |
| 1       | AKS Rzeszów            | 3     | 6      | 9:2  | 181:155     |                               |
| 2       | KS Dziekan Milicz      | 3     | 5      | 6:7  | 56:75       |                               |
| 3       | Contimax MOSiR Bochnia | 3     | 4      | 5:7  | 97:82       | awans do II ligi decyzją PZPS |
| 4       | LUKS Dobroń            | 3     | 3      | 5:9  | 181:203     |                               |

     awans do turnieju finałowego

### Lublin
| miejsce | drużyna                 | mecze | punkty | sety | małe punkty | adnotacje                     |
| ------- | ----------------------- | ----- | ------ | ---- | ----------- | ----------------------------- |
| 1       | ZKS Cukrownik Lublin    | 3     | 5      | 8:4  | 273:251     |                               |
| 2       | UKS Centrum Augustów    | 3     | 5      | 7:7  | 293:304     |                               |
| 3       | KS Zawkrze Mława        | 3     | 4      | 7:8  | 322:312     | awans do II ligi decyzją PZPS |
| 4       | Pol KS Gwardia Szczytno | 3     | 4      | 5:8  | 268:289     |                               |

     awans do turnieju finałowego

### Żyrardów
| miejsce | drużyna                   | mecze | punkty | sety | małe punkty |
| ------- | ------------------------- | ----- | ------ | ---- | ----------- |
| 1       | KS Żyrardowianka Żyrardów | 3     | 5      | 8:5  | 224:219     |
| 2       | AZS Politechnika Lubelska | 3     | 5      | 7:5  | 184:171     |
| 3       | LUKS Biebrza Lipsk        | 3     | 4      | 6:7  | 200:207     |
| 4       | LZS OSA Ząbrowo           | 3     | 4      | 3:7  | 154:165     |

     awans do turnieju finałowego

### Szczecin
| miejsce | drużyna                         | mecze | punkty | sety | małe punkty |
| ------- | ------------------------------- | ----- | ------ | ---- | ----------- |
| 1       | UKS Błyskawica Espadon Szczecin | 3     | 6      | 9:2  | 271:209     |
| 2       | MKS MDK Trzcianka               | 3     | 5      | 6:5  | 231:173     |
| 3       | SPS Lębork                      | 3     | 4      | 4:8  | 182:275     |
| 4       | LZS Bogmar Ostromecko           | 3     | 3      | 5:9  | 282:309     |

     awans do turnieju finałowego

### Lipno
| miejsce | drużyna                             | mecze | punkty | sety | małe punkty |
| ------- | ----------------------------------- | ----- | ------ | ---- | ----------- |
| 1       | GKS Stoczniowiec Gdańsk             | 3     | 6      | 9:3  | 291:264     |
| 2       | LUKS Wilki Wilczyn                  | 3     | 5      | 7:4  | 256:244     |
| 3       | LZS Jastrzębie                      | 3     | 4      | 4:6  | 227:221     |
| 4       | LKS Spartakus Trans Complex Pyrzyce | 3     | 3      | 2:9  | 227:272     |

     awans do turnieju finałowego

### Złotoryja
| miejsce | drużyna                               | mecze | punkty | sety | małe punkty |
| ------- | ------------------------------------- | ----- | ------ | ---- | ----------- |
| 1       | SnRS Głuchołaska Siatkówka przy GOSiR | 3     | 5      | 8:4  | 274:258     |
| 2       | SS MOSiW Międzyrzecz                  | 3     | 5      | 7:5  | 280:252     |
| 3       | KŚ AZS Politechniki Śląskiej Gliwice  | 3     | 5      | 6:5  | 252:242     |
| 4       | KKS Ren-But Złotoryja                 | 3     | 3      | 2:9  | 223:277     |

     awans do turnieju finałowego

### Dobrzeń Wielki
| miejsce | drużyna                        | mecze | punkty | sety | małe punkty |
| ------- | ------------------------------ | ----- | ------ | ---- | ----------- |
| 1       | LZS Tor Dobrzeń Wielki         | 3     | 6      | 9:2  | 267:238     |
| 2       | MCKiS II Jaworzno              | 3     | 5      | 6:5  | 266:252     |
| 3       | ULKS Młodzik Bystrzyca Oławska | 3     | 4      | 6:6  | 272:270     |
| 4       | MSKS Orion Sulechów            | 3     | 3      | 1:9  | 207:252     |

     awans do turnieju finałowego

## Turnieje finałowe[2]

### Kielce
| miejsce | drużyna                                         | mecze | punkty | sety | małe punkty | adnotacja                                                  |
| ------- | ----------------------------------------------- | ----- | ------ | ---- | ----------- | ---------------------------------------------------------- |
| 1       | SS MOSiW Międzyrzecz                            | 3     | 5      | 8:5  | 290:288     |                                                            |
| 2       | UKS Centrum Augustów                            | 3     | 5      | 6:6  | 255:265     | awans decyzją PZPS (drużyna nie wzięła udziału w barażach) |
| 3       | KS Fart SA II Politechnika Świętokrzyska Kielce | 3     | 4      | 6:6  | 278:256     | awans decyzją PZPS                                         |
| 4       | UKS Błyskawica Espadon Szczecin                 | 3     | 4      | 4:7  | 251:265     |                                                            |

     - awans do II ligi

### Rzeszów
| miejsce | drużyna                   | mecze | punkty | sety | małe punkty | adnotacja          |
| ------- | ------------------------- | ----- | ------ | ---- | ----------- | ------------------ |
| 1       | AKS Rzeszów               | 3     | 6      | 9:1  | 248:193     |                    |
| 2       | GKS Stoczniowiec Gdańsk   | 3     | 4      | 6:7  | 283:291     |                    |
| 3       | AZS Politechnika Lubelska | 3     | 4      | 4:6  | 219:242     | awans decyzją PZPS |
| 4       | MCKiS II Jaworzno         | 3     | 4      | 3:8  | 232:256     |                    |

     - awans do II ligi
     - baraż o awans

### Lublin
| miejsce | drużyna                               | mecze | punkty | sety | małe punkty | adnotacja                                       |
| ------- | ------------------------------------- | ----- | ------ | ---- | ----------- | ----------------------------------------------- |
| 1       | ZKS Cukrownik Lublin                  | 3     | 5      | 7:4  | 287:241     | brak zgłoszenia do przyszłych rozgrywek II ligi |
| 2       | SnRS Głuchołaska Siatkówka przy GOSiR | 3     | 5      | 7:6  | 294:294     |                                                 |
| 3       | KU AZS UR Rzeszów                     | 3     | 4      | 5:7  | 269:282     |                                                 |
| 4       | MKS MDK Trzcianka                     | 3     | 4      | 4:6  | 212:245     |                                                 |

     - baraż o awans

### Żyrardów
| miejsce | drużyna                   | mecze | punkty | sety | małe punkty | adnotacja |
| ------- | ------------------------- | ----- | ------ | ---- | ----------- | --------- |
| 1       | KS Żyrardowianka Żyrardów | 3     | 6      | 9:1  | 237:203     |           |
| 2       | LUKS Wilki Wilczyn        | 3     | 4      | 4:6  | 227:241     |           |
| 3       | LZS Tor Dobrzeń Wielki    | 3     | 4      | 4:7  | 253:244     |           |
| 4       | KS Dziekan Milicz         | 3     | 4      | 4:7  | 230:259     |           |

     - awans do II ligi
     - baraż o awans

## Baraże o awans[3]
| gospodarz                   | gość                        | wynik | wyniki setów                      |
| --------------------------- | --------------------------- | ----- | --------------------------------- |
| Górnik Siemianowice Śląskie | GKS Stoczniowiec Gdańsk     | 3:0   | 25:20, 25:22, 25:18               |
| GKS Stoczniowiec Gdańsk     | Górnik Siemianowice Śląskie | 0:3   | 19:25, 31:33, 23:25               |
|                             |                             |       |                                   |
| Lechia Tomaszów Maz.        | SnRS Głuchołazy             | 3:1   | 22:25, 25:19, 25:23, 25:22        |
| SnRS Głuchołazy             | Lechia Tomaszów Maz.        | 3:0   | 25:23, 25:21, 25:20               |
|                             |                             |       |                                   |
| WKS Wawel AGH Kraków        | LUKS Wilki Wilczyn          | 3:0   | 25:18, 25:22, 25:13               |
| LUKS Wilki Wilczyn          | WKS Wawel AGH Kraków        | 3:2   | 20:25, 25:17, 22:25, 25:23, 15:12 |

### Awans do II ligi po barażu
- Górnik Siemianowice Śląskie (utrzymanie w II lidze)
- SnRS Głuchołazy
- WKS Wawel AGH Kraków (utrzymanie w II lidze)